# Barwoczułość
Barwoczułość to uczulenie emulsji fotograficznej na światło o różnych barwach.
Rozróżniamy następujące typy uczulenia:
- nieuczulone – uczulone tylko na niebieski zakres widma
- ortochromatyczne – uczulone na niebieski i zielony zakres widma, nieuczulone na czerwony
- panchromatyczne – uczulone na niebieski, część zielonego i czerwony zakres widma
- ortopanchromatyczne – uczulone na wszystkie zakresy widma światła widzialnego

Oprócz tego istnieją emulsje specjalne, uczulone na ultrafioletowy lub podczerwony zakres widma.
Pojęcie barwoczułości stosowane jest w odniesieniu do czarno-białych materiałów fotograficznych.